# Milà capgrís
El milà capgrís (Leptodon cayanensis) és un ocell rapinyaire de la família dels accipítrids (Accipitridae). Habita boscos, sovint prop de llacs o rius, a l'àrea Neotropical, des d'Oaxaca, Tamaulipas i la Península de Yucatán, cap al sud, per Amèrica Central, Colòmbia, Veneçuela, Trinitat i Guaiana, cap al sud, per l'oest dels Andes fins a Equador i per l'est dels Andes, a través de l'Equador i Brasil fins a Bolívia, el Paraguai i nord-est de l'Argentina. El seu estat de conservació es considera de risc mínim.